# جيروم بوتييه
جيروم بوتييه (بالفرنسية: Jérôme Potier)‏ مواليد 18 يوليو 1962 في رين، هو لاعب كرة مضرب فرنسي سابق بدأ مسيرته كمحترف سنة 1978 وكان يلعب باليد اليسرى، اعتزل اللعب في 1990. أعلى تصنيف له في الفردي كان المركز الـ 68 في سنة 1989. أعلى تصنيف له في الزوجي كان المركز الـ 140 في سنة 1988.

## روابط خارجية
- جيروم بوتييه على موقع رابطة محترفي التنس (الإنجليزية)
- جيروم بوتييه على موقع الاتحاد الدولي لكرة المضرب (الإنجليزية)
- جيروم بوتييه على موقع خلاصة التنس.كوم (الإنجليزية)